# Alostasis
En biología, la alostasis describe el proceso a través del cual el cuerpo sometido a situaciones de exigencia o estrés logra recuperar su estabilidad (homeostasis) realizando cambios de comportamiento fisiológico o psicológico que le permitan mantener un equilibrio estable, considerando también las exigencias futuras.
Esto puede llevarse a cabo por medio de la alteración en las hormonas del eje HHA, el sistema nervioso autónomo, las citoquinas, o una variedad de otros sistemas, y generalmente es adaptativa en el corto plazo.
La alostasis es esencial para mantener la viabilidad interna en medio de condiciones cambiantes.
La alostasis proporciona compensación para diversos problemas como, insuficiencia cardíaca compensada, insuficiencia renal compensada e insuficiencia hepática compensada. Sin embargo, tales estados alostáticos son inherentemente frágiles y la descompensación puede ocurrir rápidamente, como en la insuficiencia cardíaca descompensada aguda.

## Naturaleza del concepto
El concepto de alostasis fue propuesto por Sterling y Eyer en 1988 para describir un proceso adicional de restablecimiento de la homeostasis, pero que responde a un desafío en lugar de al flujo y reflujo sutil. Esta teoría sugiere que tanto la homeostasis como la alostasis son sistemas endógenos responsables de mantener la estabilidad interna de un organismo. La homeostasis, del griego homeo, significa "similar", mientras que stasis significa detención o estático; por lo tanto, "estando aproximadamente en el mismo nivel". (El término no se acuñó como "homostasis" o "permaneciendo igual" porque los estados internos con frecuencia se alteran y se corrigen, por lo tanto raramente son perfectamente constantes). El término aloestasia se acuñó de manera similar: del griego allo, que significa "variable"; por lo tanto, "permaneciendo estable al ser variable". La regulación alostática refleja, al menos en parte, la participación cefálica en eventos reguladores primarios, ya que es anticipatoria para la regulación fisiológica sistémica. El término Heterostasis también se usa en lugar de Alostasis, particularmente cuando los cambios de estado son finitos en número y, por lo tanto, discretos (por ejemplo, procesos computacionales). 

Wingfield dice:
El concepto de alostasis, mantener la estabilidad a través del cambio, es un proceso fundamental mediante el cual los organismos se ajustan activamente a eventos predecibles e impredecibles ... La carga alostática  se refiere al costo acumulativo para el cuerpo de la alostasis, con sobrecarga alostática ... siendo un estado en el que puede ocurrir una  fisiopatología grave... Utilizando el equilibrio entre el aporte y el gasto de energía como base para aplicar el concepto de alostasis, se han propuesto dos tipos de sobrecarga alostática.
Sterling (2004) propone seis principios interrelacionados que subyacen a la alostasis:
1. Los organismos están diseñados para ser eficientes
2. La eficiencia requiere intercambios recíprocos
3. La eficiencia también requiere ser capaz de predecir las necesidades futuras
4. Tal predicción requiere que cada sensor se adapte al rango de entrada esperado
5. La predicción también exige que cada efector adapte su producción al rango esperado de demanda
6. La regulación predictiva depende del comportamiento mientras que los mecanismos neurales también se adaptan.

## El contraste con la homeostasis
La diferencia entre alostasis y la homeostasis es popularizada en el libro de Robert Sapolsky llamado Why Zebras Don't Get Ulcers (Por qué las cebras no tienen úlceras):
La homeostasis es la regulación del cuerpo a un equilibrio, mediante el ajuste de un solo punto, como el nivel de oxígeno en la sangre, la glucosa en sangre o el pH de la sangre. Por ejemplo, si una persona que camina en el desierto está caliente, el cuerpo sudará y se deshidratará rápidamente. La alostasis es adaptación, pero con respecto a un equilibrio más dinámico. En la deshidratación, el sudor ocurre ya que solo una pequeña parte del proceso con muchos otros sistemas también adapta su funcionamiento, tanto para reducir el uso de agua como para apoyar la variedad de otros sistemas que están cambiando para ayudar a esto. En este caso, los riñones pueden reducir la producción de orina, la membrana mucosa en la boca, la nariz y los ojos pueden secarse; la producción de orina y sudor disminuirá; la liberación de arginina vasopresina (AVP) aumentará; y las venas y las arterias se contraerán para mantener la presión arterial con un volumen de sangre menor.

## Tipos
McEwen y Wingfield proponen dos tipos de carga alostática que se traducen en respuestas diferentes:
Tipo 1. La sobrecarga alostática ocurre cuando la demanda de energía excede la oferta, lo que resulta en la activación de la etapa del historial de vida de emergencia. Esto sirve para alejar al animal de las etapas normales de la historia de vida en un modo de supervivencia que disminuye la carga alostática y recupera el equilibrio energético positivo. El ciclo de vida normal puede reanudarse cuando pasa la perturbación.

Tipo 2. La sobrecarga alostática comienza cuando hay un consumo de energía suficiente o incluso excesivo, acompañado de conflictos sociales y otros tipos de disfunción social. Este último es el caso en la sociedad humana y ciertas situaciones que afectan a los animales en cautiverio. En todos los casos, la secreción de glucocorticosteroides y la actividad de otros mediadores de la alostasis, como el sistema nervioso autónomo, los neurotransmisores del SNC y las citocinas inflamatorias, aumentan y disminuyen con la carga alostática. Si la carga alostática es crónicamente alta, entonces se desarrollan patologías. La sobrecarga alostática tipo 2 no desencadena una respuesta de escape, y solo puede contrarrestarse mediante el aprendizaje y los cambios en la estructura social.
Mientras que ambos tipos de alostasis se asocian con una mayor liberación de cortisol y catecolaminas, afectan diferencialmente a la homeostasis tiroidea: las concentraciones de la hormona tiroidea triyodotironina disminuyen en la alostasis tipo 1, pero son elevadas en la alostasis tipo 2.

## Carga alostática
A la larga, los cambios alostáticos pueden no ser adaptativos, ya que el mantenimiento de los cambios alostáticos durante un período prolongado puede dar como resultado desgaste y deterioro, la llamada carga alostática. Esta está relacionada con diversos problemas psicológicos y enfermedades crónicas.
Si se ayuda a un individuo deshidratado pero sigue estando estresado y, por lo tanto, no restablece la función normal del cuerpo, los sistemas corporales del individuo se desgastarán. El cuerpo humano es adaptable, pero no puede mantener una sobrecarga alostática durante mucho tiempo sin consecuencias.

## Controversia
Trevor A. Day ha argumentado que el concepto de alostasis no es más que un cambio de nombre del concepto original de homeostasis.

## Otras lecturas
- Schulkin, J. (2011). Social Allostasis: Anticipación de la Regulación del Medio Interno, las Fronteras de la Neurociencia Evolutiva, con todo un apartado dedicado a la definición de alostasis. (En Inglés)

- Datos: Q3612637